# George Lindgren
George Samuel Lindgren (11 novembre 1900 - 8 septembre 1971) est un homme politique du parti travailliste britannique.

## Biographie
Né à Islington, Londres, aux élections générales de 1935, il est candidat au siège conservateur sûr de Hitchin dans le Hertfordshire, arrivant loin deuxième avec 36,7% des voix.
Aux élections générales de 1945, Lindgren est élu à la Chambre des communes comme député pour le siège marginal de Wellingborough dans le Northamptonshire, évinçant le député conservateur Archibald James.
Il est immédiatement nommé au nouveau gouvernement travailliste comme ministre subalterne, en tant que secrétaire parlementaire du ministre de l'Assurance nationale de 1945 à 1946, puis secrétaire parlementaire du ministre de l'Aviation civile de 1946 à 1950 et enfin secrétaire parlementaire du ministre de l'urbanisme et de l'aménagement de 1950 à 1951.
Lindgren conserve son siège jusqu'aux élections générales de 1959, quand il est battu de 606 voix par le conservateur Michael Hamilton. Il reprend son ancien poste de commis aux chemins de fer, travaillant au Bureau du génie civil en chef de la région de l'Est à la Gare de King's Cross .
Il est nommé pair à vie le 9 février 1961 en tant que baron Lindgren, de Welwyn Garden City dans le comté de Hertford. Il siège à la Chambre des lords et, dans le gouvernement travailliste de Harold Wilson, de 1964 à 1966 comme secrétaire parlementaire du ministre des Transports et de janvier à avril 1966 comme secrétaire parlementaire du ministère de l'énergie.
Lord Lindgren est décédé en 1971 à l'âge de 70 ans.